# Traminda burmana
Traminda burmana är en fjärilsart som beskrevs av Swinhoe 1890. Traminda burmana ingår i släktet Traminda och familjen mätare. Inga underarter finns listade i Catalogue of Life.